# Lijst van straten in Gouda
Dit is een lijst van straten in Gouda in de Nederlandse provincie Zuid-Holland met hun oorsprong/betekenis.

### A
- A Gerridsz de Vrijestraat - Adriaen Gerritsz. de Vrije
- Aakwerf - aak (schip)
- Aalberseplein - Piet Aalberse, een Nederlands rooms-katholiek politicus en jurist
- Aaltje Bakstraat -
- Aart Luteynstraat - Kapitein Aart Luteyn en Aart Luteyn de andere van de Nederlandse romanschrijver Herman de Man (1898 – 1946).
- Abel Tasmanlaan - Abel Tasman
- Acaciaplein - acacia
- Achter de Kerk - ligging om (“achter”) de Sint-Janskerk.
- Achter de Vismarkt - achter het deel van de Gouwe, dat de Vismarkt werd genoemd.
- Achter de Waag -
- Achterwillenseweg - Achterwillens, buurt in de wijk Gouda Noord in het oosten van de gemeente Gouda, nabij de Reeuwijkse plassen en de Goudse Hout.
- Achthovenpolderpad - polder Achthoven, polder en een voormalig waterschap in de provincie Zuid-Holland in de gemeente Leiderdorp
- Aderpolderweg - Aderpolder, polder en een voormalig waterschap in de provincie Zuid- Holland in de gemeente Kaag en Braassem
- Adriaan Vlackstraat - Adriaen Vlacq (Gouda, 1600 - Den Haag, begraven 8 april 1667) was een Nederlandse uitgever, vertaler, boekhandelaar en wis- en sterrenkundige
- Aernout Drostkade - Aarnout Drost (Amsterdam, 15 maart 1810 – aldaar, 5 november 1834) was een Nederlands dichter en prozaschrijver, die al op jonge leeftijd overleed.
- Agatha Dekenstraat - Aagje Deken (Nieuwer-Amstel, ? (gedoopt 10 december 1741) – Den Haag, 14 november 1804) was een bekende Nederlandse schrijfster.
- Akeleistraat - akelei, plantensoort
- Akkerlust -
- Albert Plesmanplein - Albert Plesman
- Albrechtsveld - Albrecht van Oostenrijk, landvoogd der Nederlanden
- Allendestraat - Salvador Allende (Valparaíso, 26 juni 1908 – Santiago, 11 september 1973) was een Chileens socialistisch politicus. Van 1970 tot aan zijn dood was hij president van Chili.
- 1e en 2e H van Alphenstraat - Hieronymus van Alphen (Gouda, 8 augustus 1746 — Den Haag, 2 april 1803) is bekend als dichter, en dan vooral door zijn gedichten voor kinderen.
- Ambachtspolderpad - Ambachtspolder, polder en voormalig waterschap in de gemeente Alphen aan den Rijn (voorheen Rijnwoude, daarvoor Hazerswoude) in de provincie Zuid-Holland.
- Amundsenlaan - Roald Amundsen, ontdekkingsreiziger
- Anemoonlaan - anemoon, van de Hugo de Vrieslaan naar de Bloemendaalseweg
- Anijsgaarde - anijs
- Anna Hoeve -
- Anna van Hensbeeksingel, - Anna van Hensbeek
- Antwerpseweg - Antwerpen (stad)
- Arie Kerssensteegje - Arie Kerssen
- Arthurpad -
- Azaleasingel - azalea, plantensoort

### B
- Bachstraat - Johann Sebastian Bach, componist
- Baliemolenerf -
- Baljuwslag - baljuw
- Balsemienstraat - balsemien, plantensoort
- Balthazar de Moucheronlaann - Balthazar de Moucheron
- Beatrix Hoeve -
- Beekpoldersingel -
- Beemdgras - beemdgras, plantensoort
- Beethovenhof - Ludwig von Beethoven
- Begoniapad - begonia
- Beinsdorppolderweg - Beinsdorp (eiland) en Beinsdorp (dorp) in de Haarlemmermeer
- Bellamystraat - Jacobus Bellamy (of Bellami), pseudoniem Zelandus (Vlissingen, 12 november 1757 - Utrecht, 11 maart 1786) was een Nederlands dichter
- Belle van Zuylenpad - Belle van Zuylen
- Bentpoldererf -
- Beringlaan - Vitus Bering, Deense ontdekkingsreiziger, die in Russische dienst de Beringstraat en Alaska ontdekte.
- Bernadottelaan - Bernadotte is een van oorsprong Frans geslacht dat sinds 1818 over Zweden regeert en van 1818 tot 1905 tevens over Noorwegen heerste in personele unie
- Bernhardhof -
- Bertelmanstraat - Johannes Jacobus Bertelman (Amsterdam, 16 maart 1821 - Gouda, 31 maart 1899) was een Nederlands kunstschilder en stadstekenmeester te Gouda.
- Beukelaan - beuk (plant)
- Beukmolenplantsoen - beukmolen, een wind- of watermolen met een mechanisme dat gebruikt wordt om te beuken.
- Bieslookgaarde - bieslook
- Bilderdijkstraat - Willem Bilderdijk
- Binnenkade -
- Binnenpolderweg -
- Blauwstraat -
- Blekerssingel -
- Bleulandweg - Jan Bleuland (Gouda, 20 juli 1756 - Utrecht, 8 november 1838) was stadsarts van Gouda, hoogleraar te Harderwijk en Utrecht en rector magnificus van de universiteiten van Harderwijk en Utrecht.
- Bleysstraat - Ludovicus Adrianus (Ludo) Bleys (1906 – 1945), een Nederlandse katholiek geestelijke en verzetsstrijder in de Tweede Wereldoorlog
- Bloemendaalseweg -
- Bloklandpolderstraat - Blokland (Nieuwkoop), buurtschap in de gemeente Nieuwkoop (Zuid-Holland)
- Blommesteinsingel - Louise Alexandrine van Blommestein, schilder
- Bockenbergstraat - Pieter Cornelisz. Bockenberg (Gouda, 25 december 1548 - Leiden 17 januari 1617) was de officiële, in 1591 door de Staten van Holland en Zeeland benoemde, geschiedschrijver van De Nederlanden.
- Bodegraafsestraatweg - richting Bodegraven
- Boelekade - van het Kleiwegplein naar de Karnemelksloot
- Boelhouwerstraat - Willem Martinus Christiaan Boelhouwer (1914 – 1945), een Goudse verzetsstrijder in de Tweede Wereldoorlog
- Boerensloot -
- Bogen - de stadsmuur heeft gemetselde stenen bogen (nissen) aan de binnenzijde
- Bosboom Toussaintkade - Geertruida Bosboom-Toussaint (Alkmaar 16 september 1812 – Den Haag, 13 april 1886) was een Nederlandse schrijfster
- Boschlust -
- Boschpolderstraat -
- Bosranklaan -
- Bosweg -
- Boterbloemstraat - boterbloem
- Bothastraat -
- Botterwerf - botter, platbodem
- Bouwlust -
- Brahmsstraat - Johannes Brahms (1833-1897), Duitse componist, dirigent, organist en pianist.
- Brandsmastraat - Titus Brandsma
- Breevaarthoek - De Breevaart is een in de Middeleeuwen handmatig gegraven watergang die voor de aanleg van rijksweg A12 liep van de Hollandsche IJssel in Gouda via Reeuwijk-Brug tot bijna aan de Oude Rijn in Bodegraven
- Bremlaan - brem (plant)
- Briandstraat - Aristide Briand (Nantes, 28 maart 1862 - Parijs, 7 maart 1932) was een Frans staatsman en Nobelprijswinnaar
- Brittenburg - Brittenburg
- Broekweg - Broek (Gouda)
- Brugmanshof - Johannes Brugman (onbekend, circa 1400 – Nijmegen, 1473) was een franciscaner pater, redenaar en dichter.
- Buitenlust - Buitenlust was een villa in Nieuwerkerk aan den IJssel
- Bunchestraat - Ralph Bunche, (Detroit, 7 augustus 1903 - New York, 9 december 1971) was een Amerikaans diplomaat die in 1950 de Nobelprijs voor de Vrede kreeg voor zijn bemiddeling in het het Arabisch-Israëlisch conflict. Hij was ook betrokken bij de oprichting van de Verenigde Naties. Bunche was de eerste niet-blanke die de Nobelprijs voor de Vrede werd toegekend.
- Burg Jamessingel - Karel Frederik Otto James (Dordrecht, 15 juni 1899 - Amerongen, 19 oktober 1976) was burgemeester van Gouda.
- Burg Jamesplein - gelegen aan de Burg Jamessingel, met 2 adressen, de Gemeente Gouda en Fietsspecialist
- Burg Gaarlandtsingel - Egbertus Gerrit Gaarlandt (Groningen, 12 juni 1880 – Gouda, 28 augustus 1938) was burgemeester van Gouda.
- Burg Martenssingel - Rudolph Lodewijk Martens (Soerabaja, 9 september 1863 - Utrecht, 27 augustus 1917) was burgemeester van Gouda.
- Burg Martensstraat - Rudolph Lodewijk Martens (Soerabaja, 9 september 1863 - Utrecht, 27 augustus 1917) was burgemeester van Gouda.
- Burg van Reenensingel - Reinier Marinus van Reenen (Reitsum, 26 september 1908 - Gouda, 10 december 1968) was burgemeester van Gouda. Hij was lid van de ARP.
- Burgvlietkade - Burghvliet (ook Burgvliet en Burchvliet) was een buitenplaats en een lusthof in Gouda.
- Buurtje
- Büchnerweg

### C
- C.Busken Huetstraat - Conrad Busken Huet, dichter
- Callunalaan - Calluna vulgaris, struikhei
- Calslaan - Jo Cals (Roermond, 18 juli 1914 – Den Haag, 30 december 1971) was een Nederlands politicus.
- Cappenersteeg -
- Catharina Hoeve -
- Catsveld - Jacob Cats (Brouwershaven, 10 november 1577 – Den Haag, 12 september 1660) was een Nederlands dichter, jurist en politicus. Cats is ook bekend onder de naam Vader Cats, door zijn veelal didactische gedichten (bijvoorbeeld de frase Kinderen zijn hinderen, zei vader Cats).
- Cederweg - ceder
- Chopinstraat - Frédéric Chopin, componist
- Christiaan de Wetstraat - Christiaan de Wet
- Cipresweg - cipres
- Citroenvlinderstraat - citroenvlinder
- Claespolderstraat - Marie Claespolder bij Stompwijk
- Clematislaan - clematis
- Clementpolderstraat -
- Colijnstraat - Hendrik Colijn, politicus
- Columbuslaan - Christoffel Columbus, ontdekkingsreiziger
- Componistenlaan - componist
- Coniferensingel - conifeer
- Constantijn Huygensstraat - Constantijn Huygens
- Conventstraat - Maria Magdalenaconvent
- Coornhertstraat - Dirck Volckertszoon Coornhert kwam in 1588 in Gouda wonen, op verzoek van het stadsbestuur
- Cornelis Ketelstraat - Cornelis Ketel (1548 – 1616), Goudse portretschilder.
- Corssenpolderstraat - Troostenpolder of Jan Corssenpolder bij Zoeterwoude
- Cort van der Lindenstraat - Cort van der Linden
- Crabethpark - Dirck en Wouter Crabeth, twee 16e-eeuwse Goudse glazeniers
- Crabethstraat - Dirck en Wouter Crabeth, twee 16e-eeuwse Goudse glazeniers
- Crocuspad - Krokus (Crocus) is een geslacht uit de lissenfamilie (Iridaceae), dat 90 soorten omvat.
- Cronestein - Kleine Cronesteinse of Knotterpolder, een polder en voormalig waterschap in de gemeente Leiden
- Cronjéstraat - Pieter Arnoldus Cronjé (4 oktober 1836 – 4 februari 1911) was een Zuid-Afrikaans generaal tijdens de Eerste- en Tweede Boerenoorlog.

### D
- De Lange van Wijngaardenstraat - Cornelis Johan de Lange, heer van Wijngaerden en Ruygbroek (1752 – 1820), was een Goudse regent, patriot en geschiedschrijver.
- Da Costakade - verbindt de Constantijn Huygensstraat met de Aernout Drostkade (De Korte Akkeren Oud en De Korte Akkeren Nieuw). Isaäc da Costa (1798 – 1860), was een Nederlandse dichter,
- Dammaspolderpad - Jacob Dammaspolder
- De Baan -
- De Clerstraat - Jan de Clèr(?)
- De Genestetstraat - Petrus Augustus de Génestet (Amsterdam, 21 november 1829 – Rozendaal, 2 juli 1861) was een Nederlands dichter en theoloog.
- De Kempenaerstraat - De Kempenaer is de naam van een bekende Nederlandse familie.
- De Korverplantsoen - Johannes Marius de Korver ('Bok'), (Rotterdam 27-1-1883 - Rotterdam 22-10-1957); voetballer en gemeenteraadslid[1]
- De la Reylaan - Koos de la Rey (Winburg, 22 oktober 1847 – Langlaagte, 15 september 1914) was een Boerengeneraal tijdens de Tweede Boerenoorlog en wordt algemeen beschouwd als een van de grootste militaire leiders in dat conflict.
- De Rijkestraat - Adriaan de Rijke verzetsman in de Tweede Wereldoorlog
- De Savornin Lohmansingel - Alexander Frederik de Savornin Lohman (Groningen, 29 mei 1837 – Den Haag, 11 juni 1924) was een de belangrijkste voormannen van de CHU begin twintigste eeuw.
- De Schopschijf - pottenbakkerstoestel
- De Visserstraat -
- De Wissel -
- Deborah Hoeve -
- Denneweg -
- Dercksenstraat -
- Derde Kade -
- Diepenbrockhof - Alphons Diepenbrock (Amsterdam, 2 september 1862 - aldaar, 5 april 1921), zoon van Ferdinand Hubert Aloys Diepenbrock en Johanna Josephina Diepenbrock-Kuytenbrouwer, was een Nederlands componist en schrijver over muziek en andere onderwerpen.[2]
- Dijkgraafslag - Dijkgraaf (waterschap), voorzitter van een waterschap
- Dijkstraat -
- Dillegaarde - dille, keukenkruid
- Dobbestraat -
- Doelenstraat -
- Doesburgweg -
- Domela Nieuwenhuisstraat - Ferdinand Domela Nieuwenhuis, een Nederlandse socialist.
- Dotterplantsoen -
- Dr.Leydsstraat - Willem Johannes Leyds (Magelang, Nederlands-Indië, 1 mei 1859 - Den Haag, Nederland, 14 mei 1940) was een Nederlands advocaat en staatsman, die carrière maakte als procureur (1884-1889) en staatssecretaris (1889-1898) van de Zuid-Afrikaansche Republiek (Transvaal)
- Drapiersteeg - een drapier is een lakenfabrikant
- Dreef -
- Driewegplein -
- Drossaardslag - Landdrost, voormalig Nederlands bestuursambtenaar
- Dubbele Buurt -
- Dunantsingel - Henri Dunant (1828-1910), Zwitsers bankier, oprichter van het Rode Kruis en mede-auteur van het YMCA-handvest. Hij ontving de Nobelprijs voor de Vrede in 1901.
- Dutoitstraat - Stephanus Jacobus du Toit (Paarl, Zuid-Afrika, 10 oktober 1847 - Paarl, Zuid-Afrika, 29 mei 1911) was een Zuid-Afrikaner dominee, theoloog, journalist, politicus, die vooral bekendstaat om zijn bevordering van de Afrikaanse taal. Du Toit was de vader van de dichter Jacobus Daniël du Toit, beter bekend als Totius.

### E
- Edisonstraat - Thomas Edison (Milan (Ohio), 11 februari 1847 – West Orange (New Jersey), 18 oktober 1931) was een Amerikaanse uitvinder en oprichter van General Electric Company, die zijn fortuin maakte door uitvindingen op te kopen en de octrooien op zijn eigen naam vast te leggen.
- Eendrachtsweg - molen de Eendracht
- Eerste Kade -
- Eerste Schoolstraat -
- Egelantierlaan - egelantier; van de Kornoeljelaan naar de Heesterlaan (Bloemendaal / Heesterbuurt).
- Eikelaan - eikenboom
- Elckerlycstraat - Elckerlijc of Elckerlyc (voluit: Den Spyeghel der Salicheyt van Elckerlijc - Hoe dat elckerlijc mensche wert ghedaecht Gode rekeninghe te doen) is een 15e-eeuwse Nederlandstalige moraliteit of zinnespel.
- Eline Verestraat - Eline Vere, hoofdpersoon uit de gelijknamige roman van Louis Marie Anne Couperus (1863 – 1920)
- Elisabeth Hoeve -
- Elizabeth Wolffstraat - Betje Wolff, Nederlands schrijfster
- Elsgeestpolderpad - Polder Elsgeest is een polder en een voormalig waterschap in de toenmalige gemeenten Sassenheim, Voorhout, Rijnsburg en Oegstgeest in de provincie Zuid-Holland. De polder stond ook bekend onder de naam Bangdijkpolder of Klein Profijtpolder.
- Elzenburg -
- Elzepad -
- Emmastraat - Emma van Waldeck-Pyrmont (1858 –1934), prinses van Oranje-Nassau, prinses van Waldeck-Pyrmont, echtgenote van koning Willem III en koningin-regentes der Nederlanden van 1890 tot 1898.
- Erasmusplein[3] - Desiderius Erasmus (Rotterdam, 28 oktober 1466, 1467 of 1469 – Bazel, 12 juli 1536) was een Nederlandse priester, augustijner kanunnik, theoloog, filosoof, schrijver en humanist.
- Ereprijsstraat - ereprijs
- Ericalaan -
- Esdoornstraat - Esdoorn (geslacht) (Acer), een geslacht van loofbomen en heesters
- Esmoreitstraat - Esmoreit is een Middelnederlands toneelstuk.
- Estafetteweg - estafette

### F
- F.W. Reitzstraat - Francis William Reitz (Swellendam, 5 oktober 1844 - Kaapstad, 27 maart 1934) was een politicus en advocaat in Zuid-Afrika. Hij was de vijfde president van de Oranje Vrijstaat en de derde staatssecretaris van de Zuid-Afrikaansche Republiek
- Ferdinand Huyckstraat - Ferdinand Huyck, historische avonturenroman uit 1840 van Jacob van Lennep. Het speelt zich af vlak voor 1740.
- Fluwelensingel - 'vluwelen' of 'fluwelen' is een bewerking van laken
- Forsythialaan - forsythia, plant
- Fourieweg - Josef Johannes "Jopie" Fourie (27 augustus 1879 - 20 december 1914) was een Zuid-Afrikaans verkenner en koerier tijdens de Tweede Boerenoorlog en deelnemer aan de Maritz-rebellie van 1914, waarbij hij werd geëxecuteerd.
- Francisca Hoeve -
- Frederik Hendriklaan - Frederik Hendrik van Oranje, prins van Oranje, graaf van Nassau, stadhouder, opperbevelhebber
- Frederikspolderstraat - Frederikspolder (Woubrugge) bij Woubrugge
- Freesiapad - freesia, geslacht uit de lissenfamilie. Het is genoemd naar de botanicus Friedrich Freese (1794-1878).
- Fugalaan - fuga, muziekvorm waarin meerstemmigheid (contrapunt) en gevarieerde herhaling een hoofdrol spelen.

### G
- Gaarderslag -
- Gaffelaarwerf - Gaffelaar of Gaffelschuit (Gaffelaer, Gaffelschuyt), een voorloper van de tjalk, en had veel overeenkomst met de Friese palingaken.
- Gandhiweg - Mohandas Karamchand Gandhi, (Porbandar, 2 oktober 1869 – New Delhi, 30 januari 1948), vaak Mahatma Gandhi (Gujarati: મહાત્મા ગાંધી) genoemd, was een Indiaas politicus.
- Gansstraat - ganzen, watervogel
- Ganzenburg -
- Gaspeldoornlaan - gaspeldoorn
- Gasthuispolderweg - De Bosch- en Gasthuispolder was een waterschap in de provincie Zuid-Holland in de gemeenten Leiden en Voorschoten.
- Gedenklaan -
- Geerpolderweg - Noordeind- en Geerpolder was een waterschap in de gemeente Leimuiden in de provincie Zuid-Holland
- Geertruida Hoeve -
- Gentiaanstraat - gentiaan
- Geraniumstraat - Planten van het geslacht Geranium (ooievaarsbek)
- Gerard Leeustraat - Gheraert Leeu (of Leew, Lyon, Leonis), drukker en uitgever, werd geboren in Gouda omstreeks 1445-1450 en overleed in Antwerpen in 1492.
- Gerbrandyweg - Pieter Sjoerds Gerbrandy (1885-1961), Nederlands politicus, minister-president tijdens de Tweede Wereldoorlog
- Gershwinstraat - George Gershwin, Amerikaans componist
- Getijmolenerf - getijmolen, watermolen die gebruik maakte van de getijbeweging, hetzij rechtstreeks door de eb- en vloedstroming of indirect door het getijverschil
- Geuzenstraat - Geuzen (Tachtigjarige Oorlog), strijders tegen de Spanjaarden bij het begin van de Tachtigjarige Oorlog
- Gildenburg - gilde (beroepsgroep), een beroepsvereniging, voornamelijk in de middeleeuwen
- Gladiolenpad - gladiool
- Gloriantplantsoen - Gloriant is een Middelnederlands toneelstuk. Het is een van de vier abele spelen die vervat zijn in het Hulthemse handschrift en omvat 1142 regels, opgesteld in rijm.
- Gloucesterstraat - Gloucester is een stad (city) en Engels district in het Engelse graafschap Gloucestershire, dicht bij de grens met Wales.
- Gnephoekpolderstraat - polder bij Alphen aan den Rijn (plaats)
- Goejanverwelledijk - Goe Jan Verwelle, een landeigenaar uit het begin van de 15e eeuw, die woonde in de nabijheid van de Goejanverwellesluis in Hekendorp ten oosten van Gouda
- Goeman Borgesiusstraat - de liberale politicus Hendrik Goeman Borgesius
- Googerpolderstraat - De Googerpolder is een polder in de provincie Zuid-Holland in de gemeente Kaag en Braassem
- Gorbatsjovstraat - Michail Gorbatsjov (Privolnoje, 2 maart 1931) was secretaris-generaal van de Communistische Partij van de Sovjet-Unie (CPSU) van 1985 tot 1991 en president van de Sovjet-Unie (USSR) van 1990 tot 1991. Zijn poging om de communistische partij te hervormen leidde uiteindelijk niet alleen tot het einde van de Koude Oorlog (waarvoor hij op 10 december 1990 de Nobelprijs voor de Vrede ontving) maar onbedoeld ook tot het einde van de politieke almacht van de partij en daarmee tot het uiteenvallen van de Sovjet-Unie.
- Gortmolenerf - gortmolen
- Gouderaksedijk - Gouderak
- Goudkade -
- Goudseweg - van de Gouderaksedijk naar de Gouderakse Tiendweg in de Krimpenerwaard
- Graaf Adolfstraat - Adolf van Nassau (1540-1568) (Dillenburg, 11 juli 1540 – Heiligerlee, 23 mei 1568) was de vierde zoon van Willem de Rijke en Juliana van Stolberg. Adolf was de op een na jongste broer van Willem van Oranje (Willem de Zwijger).
- Graaf Florisweg - Floris V (Leiden,[4] 24 juni 1254 - Muiderberg, 27 juni 1296), bijgenaamd der keerlen god (god van de boeren), was graaf van Holland en Zeeland en vanaf 1291 liet hij zich 'heer van Friesland' noemen, ofschoon hij alleen in West-Friesland feitelijke macht uitoefende.
- Graaf Hendrikstraat - Graaf Hendrik van Nassau, (Dillenburg, 15 oktober 1550 – Mook, 14 april 1574) was de jongste broer van Willem van Oranje.
- Graaf Lodewijkstraat - Lodewijk van Nassau (Dillenburg, 10 januari 1538 – Mook, 14 april 1574) was een jongere broer van Willem van Oranje.
- Graaf van Bloisstraat - Jan II van Blois (?,? - Schoonhoven, 1381) was graaf van Blois en Dunois (1371-1381), heer van Schoonhoven, Gouda, Beaumont, Chimay, Waarde o.a (1356-1381) en stadhouder van Holland en Zeeland (1359-1360/1362-1363), in afwezigheid van Albrecht van Beieren.
- Gravestein - Gravestein
- Gravin Beatrixstraat - Beatrix, Gravin van Holland is geboren rond 1175 in Den Haag, dochter van Floris Graaf van Holland III en Ada, Prinses van Schotland.
- Gravin Jacobastraat - Jacoba van Beieren (Le Quesnoy, gedoopt 16 juli 1401 – Slot Teylingen, 9 oktober 1436) was gravin van Holland, Zeeland en Henegouwen tussen 1417 en 1433.
- Gregorius Coolstraat - Gregorius Cool (circa 1570 - Gouda, 1629) was stadsbeeldhouwer te Gouda.
- Grietpoldersingel - Griet- en Vriesekoopse polder, een poldergebied en een voormalig waterschap in de gemeente Leimuiden in de Nederlandse provincie Zuid-Holland.
- Groen van Prinsterersingel - Guillaume Groen van Prinsterer (Willem) (Voorburg, 21 augustus 1801 - Den Haag, 19 mei 1876), zoon van de staatsraad Petrus Jacobus Groen van Prinsterer en Adriana Hendrika Caan, was een antirevolutionair Nederlands politicus en historicus.
- Groeneweg - landelijke weg waaraan een van de laatste boerderijen stond
- Groenhovenweg - landgoed Groenhoven in Bruchem
- Groenlust -
- Groningenweg - Groningen

### H
- H.J.A.M.Schaepmanstraat - Herman Schaepman (1844-1903), priester, dichter en politicus
- H.J.Nederhorststraat - Hendrik Jan Nederhorst (1871-1921) (Utrecht 15 juni 1871 - Arnhem 13 april 1928) was een Nederlandse architect en ondernemer.
- Haastenburg - Hendrik Haastenburg (1724-1769), hoogleraar genees- ontleed- schei- en kruidkunde aan de Harderwijksche hoogeschool.
- Hagewindestraat - haagwinde
- Halewijnplein - Heer Halewijn zong een liedekijn, een ongedateerd, anoniem lied uit de Nederlandse literatuur
- Hammarskjoldhof - Dag Hammarskjöld (Jönköping, 29 juli 1905 - Ndola, 18 september 1961) was een Zweeds diplomaat. Hij was secretaris-generaal van de Verenigde Naties van 10 april 1953 tot 18 september 1961 toen hij stierf als gevolg van een vliegtuigongeluk tijdens zijn vredesmissie in Congo. Hammarskjöld kreeg in 1961 postuum de Nobelprijs voor de Vrede.
- Han Hollanderweg - Han Hollander
- Hanzeweg - Hanze
- Hazelaarlaan - Hazelaar (plant), een in West-Europa autochtone heester uit de berkenfamilie (Betulaceae)
- Heemraadslag - heemraadschap
- Heemskerkstraat -
- Heenpolderplantsoen - polder in de gemeente Steenbergen
- Heesterlaan - heester, houtige plant, die zich onmiddellijk boven of al in de grond vertakt in een aantal takken, die meer of minder dik kunnen worden.
- Helena Hoeve -
- Helena Rietbergstraat - Helena Kuipers-Rietberg (1893 – 1944), een Nederlandse verzetsstrijdster in de Tweede Wereldoorlog.
- Helene Servaesstraat - Hélène Servaes, roman uit 1914 van Herman Robbers
- Helmersstraat - Jan Frederik Helmers (7 maart 1767 – 26 februari 1813) was een Nederlandse dichter en rijk zakenman.
- Herenstraat -
- Hertzogstraat - James Barry Munnik Hertzog (Wellington, 3 april 1866 - Pretoria, 21 november 1942), bekend als J.B.M. Hertzog, was een Zuid-Afrikaans generaal en politicus.
- Heuvellaan -
- Hillesumstraat - Etty Hillesum (Middelburg, 15 januari 1914 – Auschwitz, Polen, ca. 30 november 1943), geboren in een Nederlands-joodse familie, kreeg bekendheid door de publicatie van haar dagboek, 38 jaar nadat zij in Auschwitz werd vermoord.
- Hoefbladstraat - hoefblad
- Hoefsteeg -
- Hof van Adriaan -
- Hofpoldersingel - Hofpolder (Zoeterwoude)
- Hoge Gouwe -
- Hoogaarswerf - hoogaars, vaartuig
- Hoogenburg -
- Hoogstraat -
- Hoornbloemstraat - hoornbloem, plantensoort
- Hopgaarde - hop (plant) (Humulus lupulus), een plant uit de hennepfamilie (Cannabaceae),
- Hortensiasingel - Hortensia (geslacht), een plantengeslacht
- Houtenstraat -
- Houtmansgracht -
- Houtmansplantsoen -
- Hovenierskade -
- Hudsonlaan - Henry Hudson, ontdekkingsreiziger
- Hugo de Vrieslaan - Hugo de Vries [[Haarlem]], 16 februari 1848 - Lunteren, 21 mei 1935 was een Nederlands bioloog, botanicus en een van de eerste genetici.
- Hulkestein - Het voormalige landgoed en huis Hulkestein (Arnhem)

### I
- Ida Hoeve -
- Idenburgstraat - Alexander Willem Frederik Idenburg (Rotterdam, 23 juli 1861 – Den Haag, 28 februari 1935) was een ARP-politicus, onder meer gouverneur-generaal van Nederlands-Indië, gouverneur van Suriname en minister van Koloniën.
- Iepelaan - iep, (ook bekend als olm) is een geslacht van loofbomen
- IJkerwerf -
- IJssellaan - IJssel
- Industriestraat -
- Ingelandslag - Een ingeland is iemand die eigendommen (land) heeft binnen een (Nederlands) waterschap.
- Isoldestraat - Tristan en Isolde, een middeleeuwse legende waarvan de oorsprong waarschijnlijk teruggaat tot de 7e of 8e eeuw.

### J
- J.H. van Linschotenlaan - Jan Huygen van Linschoten (Haarlem, ca. 1563 - Enkhuizen, 8 februari 1611) was een Nederlandse boekhouder, koopman, ontdekkingsreiziger, tekenaar en schrijver die aan de wieg heeft gestaan van de Nederlandse zeevaart naar Azië.[5]
- J.P. Heyestraat - Jan Pieter Heije (Amsterdam, 1 maart 1809 - aldaar, 24 februari 1876), arts, die vooral bekend is geworden om zijn inzet voor dichtkunst en muziek.
- Jaagpad -
- Jaap Edenlaan - Jaap Eden (Groningen, 19 oktober 1873[6] – Haarlem, 2 februari 1925) was een Nederlands schaatser, wielrenner en bandyspeler[7], die internationale successen vierde rond het begin van de 20e eeuw.
- Jac.P. Thijsselaan - Jac. P. Thijsse (Maastricht, 25 juli 1865 – Overveen, 8 januari 1945) was een Nederlands onderwijzer, veldbioloog en natuurbeschermer. Hij werd vooral bekend door natuureducatie en zijn activiteiten voor de natuurlijke historie, veldbiologie en natuurbescherming. Hij schreef een groot aantal boeken, aanvankelijk samen met zijn vriend Eli Heimans, die in 1914 overleed. Onder andere schreven zij in 1899 een voor leken goed bruikbare flora, die momenteel nog steeds in de handel is.
- Jacob Catsstraat - Jacob Cats (dichter) (1577-1660), Nederlands dichter en jurist
- Jacob Lemairelaan - Jacob Lemaire (Antwerpen, circa 1585 - op zee, 31 december 1616) was een Nederlands ontdekkingsreiziger, van Antwerpse afkomst.
- Jacob Roggeveenlaan - Jacob Roggeveen (januari 1659- 31 januari 1729) was een Nederlandse ontdekkingsreiziger die in 1721 werd uitgezonden om het Zuidland te vinden, maar toevallig Paaseiland ontdekte.
- Jacob van Lennepkade - Jacob van Lennep
- Jakob van Necklaan - Jacob van Neck, (1564 - 15 maart 1638) was samen met Wybrand van Warwijck en Jacob van Heemskerck de leider van de tweede Nederlandse schipvaart naar Oost-Indië (1598-1599) in opdracht van de Oude Compagnie, een voortzetting van de Compagnie van Verre en ongekend winstgevend.
- James Wattstraat - James Watt (Schotland, 19 januari 1736 – Heathfield Hall bij Birmingham, 25 augustus 1819) was een Schotse ingenieur die wordt beschouwd als de uitvinder van de moderne stoommachine. Maar ook is hij de uitvinder van het eerste kopieerapparaat
- Jan Compagniestraat - Jan Compagie is een romanfiguur in het boek Jan Jannetje en hun jongste kind, geschreven door E.J. Potgieter, gepubliceerd in 1841.
- Jan den Boerplein -
- Jan Dommeringlaan - Jan Dommering (voetballer) (1913-1997) : Nederlands voetballer óf Jan Dommering (biljarter) (1882-1958) : Nederlands biljarter
- Jan Luykenstraat - Jan Luyken (Johannes Luiken), (Amsterdam, 16 april 1649 - Amsterdam, 5 april 1712), was een dichter, schilder en etser uit de 17e eeuw.
- Jan Mayenlaan - Jan Mayen
- Jan Philipsweg - Jan-Casper Philips, etser en graveur
- Jan van Beaumontstraat - Jan van Beaumont ook bekend als Jan van Blois en Jan van Henegouwen (Ca. 1288 - 11 maart 1356) was een jongere broer van graaf Willem III van Holland. heer van Noordwijk, Beaumont, Gouda en Schoonhoven
- Jan van der Heijdenstraat - Jan van der Heyden, (Gorinchem, 5 maart 1637 - Amsterdam, 28 maart 1712) was een architectonisch landschapsschilder, een schilder van stadsgezichten en de uitvinder van een verbeterde brandspuit en straatlantaar
- Jan van Renesseplein - Jan III van Renesse (1249 – 1304) was een Zeeuws edelman met als bezitting het slot Moermond vlak bij Renesse.
- Jan van Riebeecklaan - Jan van Riebeeck
- Jan Verzwollestraat - Jan Verzwollewetering
- Jantjeserf -
- Japieserf -
- Jasmijnlaan - Jasminum, een plantengeslacht
- Jeruzalemstraat -
- Johan de Wittlaan - Johan de Witt (Dordrecht, 24 september 1625[noot 1] – 's-Gravenhage, 20 augustus 1672), heer van Zuid- en Noord-Linschoten, Snelrewaard, Hekendorp en IJsselvere,[noot 2] was in de Gouden Eeuw tijdens het Eerste Stadhouderloze Tijdperk negentien jaar lang raadpensionaris van het graafschap Holland en daarmee de belangrijkste politicus van de Republiek der Zeven Verenigde Nederlanden.
- Johan den Haenstraat - Jan den Haen (Gouda, 1630 - Baai van Palermo, 2 juni 1676) was een Nederlands admiraal.
- Johanna Hoeve -
- Johannes Poststraat - Johannes Post
- John Mottstraat - John Raleigh Mott (25 mei 1865 – 31 januari 1955) was een Amerikaans methodist die lange tijd leider was van de YMCA en de World Student Christian Federation (WSCF). Hij ontving samen met Emily Greene Balchin 1946 de Nobelprijs voor de Vrede.
- John Rosslaan - John Ross (24 juni 1777 – 30 augustus 1856) was een Schotse schout bij nacht (Engels: rear admiral) en ontdekkingsreiziger in het noordpoolgebied.[8]
- Jolwerf - jol (boot), diverse soorten roei- of zeilboten worden jol genoemd,
- Joost de Hondtlaan - Jodocus Hondius (ook Judocus Hondius; Nederlandse naam: Joost de Hondt - d'Hondt) (Wakken, 14 oktober 1563 – Amsterdam, 12 februari 1612) was een Vlaams cartograaf, actief in Londen en Amsterdam, en vooral bekend als heruitgever van de atlassen van Gerardus Mercator.
- Joris van Spilbergenlaan - Joris van Spilbergen (Antwerpen, gedoopt 2 november 1568 - Bergen op Zoom, 1620) was een Nederlands zeevaarder.
- Joubertstraat - Petrus Jacobus Joubert (Oudtshoorn, 20 januari 1834 – Pretoria, 28 maart 1900) was opperbevelhebber van het leger van de Zuid-Afrikaansche Republiek van 1880 tot 1900. Als politicus diende hij als vicepresident van de Republiek onder zijn rivaal Paul Kruger.
- Juliana van Stolbergstraat - Juliana van Stolberg
- Julianahof - Juliana der Nederlanden
- Justus van Effenpad - Justus van Effen (Utrecht, 21 februari 1684 – 's-Hertogenbosch, 18 september 1735) was een Nederlandse cursiefjesschrijver uit de 18e eeuw.

### K
- Kaagpoldererf - Kaagerpolder in de gemeente Kaag en Braassem
- Kaagwerf - Kaag (schip), historisch scheepstype
- Kalmoesgaarde - kalmoes
- Kameraarslag - kamerdienaar
- Kamgras - kamgras
- Kamillegaarde - kamille
- Kampenringweg -
- Kamperfoelielaan - kamperfoelie
- Kanaalstraat - kanaal (waterweg)
- Kannenburg - kasteel De Cannenburgh in Vaassen
- Karekietstraat - karekiet
- Karel Lotsystraat - Karel Lotsy
- Karnemelksloot - voor de varkenshouders in de stad werd hier karnemelk aangevoerd met karnemelkschouwtjes
- Kastanjestraat - kastanje (Castanea), een geslacht van loofbomen dat in Nederland niet autochtoon is.
- Kattenburcht -
- Kattensingel - de Kattenbrug verbond tot 1959 de singel met het Bolwerk. Jan (de) Katte(n), een 16e-eeuwse grond- en huiseigenaar, tevens bleker, woonde aan deze singel
- Kazernestraat - Prins Willem Alexanderkazerne in Gouda, voormalig pesthuis
- Keenwerf - Keen, een lang en licht gebouwde aak, de overnaadse huidplanken voor en achter tot een driehoekige heve oplopend
- Keerkring - keerkring
- Keizerstraat -
- Kempenaerstraat - Jacobus Mattheüs de Kempenaer
- Kerkhoflaan -
- Kerkpolderpad -
- Kerksteeg -
- Kerstroosgaarde - Kerstroos (Helleborus) (Helleborus niger) - een plant uit het geslacht Helleborus (nieskruid);
- Kervelgaarde - kervel, eenjarige plant uit de schermbloemenfamilie (Umbelliferae of Apiaceae)
- Kesperstraat - Lodewijk Albert Kesper (Gouda, 18 mei 1892 - 's-Gravenhage, 26 maart 1963) was een Nederlands ambtenaar en Commissaris van de Koningin.
- Kievitstraat - kievit
- Kingstraat - Martin Luther King, oorspronkelijk Michael Luther King, Jr. (Atlanta (Georgia), 15 januari 1929 – Memphis (Tennessee), 4 april 1968) was een Amerikaanse baptistische dominee, politiek leider en een van de prominentste leden van de Amerikaanse burgerrechtenbeweging.
- Klazina Hoeve -
- Klein Amerika -
- Kleine Johannesstraat - sprookjesboek De kleine Johannes werd geschreven in het jaar 1884 door Frederik van Eeden
- Kleiweg -
- Kleiwegstraat -
- Klimopstraat - klimop
- Klipperwerf - klipper
- Kluitmanstraat - Pieter Kluitman (Gouda, 9 januari 1838 - Alkmaar, 19 mei 1913) was een uitgever
- Knipmolenweg - knipmolen
- Koekoekplein - koekoek (vogel)
- Koekoekstraat -
- Koerierspad -
- Kolfwetering -
- Kolkmanstraat -
- Komijnsteeg - komijn
- Kongsbergstraat - zusterstad Kongsberg (plaats) in Noorwegen
- Koningin Wilhelminaweg - Wilhelmina der Nederlanden
- Koningsmantelstraat - koningsmantel (vlinder), een dagvlinder
- Kornoeljelaan - kornoelje
- Korte Groenendaal -
- Korte Noodgodsstraat - Onze Lieve Vrouw ter Nood Gods
- Korte Raam -
- Korte Tiendeweg - tiendeweg
- Korte Vest -
- Koster Gijzensteeg -
- Kraaiheidelaan - kraaiheide
- Kramersweg -
- Krugerlaan - Paul Kruger
- Kruidenburg -
- Kuiperstraat -
- Kwartslag -

### L
- Lafeberhof - Anton Pieter Maarten Lafeber (1893-1972), schrijver van een standaardwerk over het Goudse dialect
- Lage Gouwe -
- Lakerpolderplein - Lakerpolder, poldereiland in de Kagerplassen en een voormalig waterschap in de voormalige gemeente Warmond
- Landluststraat -
- Landmeterslag - landmeter
- Lange Dwarsstraat -
- Lange Groenendaal -
- Lange Noodgodsstraat -
- Lange Tiendeweg - tiendeweg
- Lange Willemsteeg -
- Lanseloetstraat - Lanseloet van Denemerken is een Middelnederlands toneelstuk.
- Larixweg - larix, een geslacht van coniferen.
- Laura Hoeve -
- Lavendelgaarde - lavendel
- Lazaruskade -
- Leenmanslag - leenman
- Leeuwenburg -
- Lekkenburg -
- Leliepad - Lelie (geslacht) (Lilium), een plantengeslacht
- Lem Dulstraat - bewoner Lem Dul van de Lem Dulsteeg
- Lepelaerstraat - Arent Lepelaer (Gouda, gedoopt 25 augustus 1655 - aldaar, begraven 12 januari 1732) was een in de Noordelijke Nederlanden werkzame tekenaar, kopiist en (glas)schilder.
- Lethmaetstraat - Herman Lethmaet (Gouda, 1492 - Utrecht, 6 december 1555) was een Noord-Nederlandse hoogleraar aan de Sorbonne, deken van St. Marie te Utrecht en vicaris-generaal van de bisschop van Utrecht.
- Ligusterlaan - liguster
- Lijsterbesstraat - lijsterbes
- Lindelaan - linde (geslacht), boomsoort
- Lisplantsoen - lis (geslacht), een geslacht uit de lissenfamilie (Iridaceae)
- Livingstonelaan - David Livingstone (Blantyre bij Glasgow, 19 maart 1813 – Chitambo aan het Bangweulumeer, 1 mei 1873) was een Schots zendeling en een van de bekendste ontdekkingsreizigers van zuidelijk Afrika.
- Loevestein - Slot Loevestein
- Lombardsteeg - lommerd of pandjeshuis
- Looierspoort - Leerlooien is een werkwijze om van de huid van dieren leer te maken voor kleding, schoeisel of andere toepassingen.
- Louise de Colignystraat - Louise de Coligny

### M
- Madeliefstraat - madeliefje, plantennaam
- Madrigaalhof - madrigaal, seculiere overwegend vocale muziekvorm, in de 14e eeuw ontstaan in Noord-Italië.
- Magalhaeslaan - Ferdinand Magellaan (Portugees: Fernão de Magalhães, Spaans: Hernando de Magallanes; Sabrosa, lente 1480 - Mactan, 27 april 1521) was een Portugese ontdekkingsreiziger, die in Spaanse dienst de eerste zeilreis rond de wereld leidde. Tijdens deze reis sneuvelde hij op de Filipijnen.
- Majoor Fransstraat -
- Marathonlaan - marathon (sport), een atletiekwedstrijd waarbij 42,195 km gelopen wordt
- Marco Pololaan - Marco Polo
- Marconistraat - Guglielmo Marconi is vooral bekend door zijn uitvinding van de draadloze telegrafie in 1896. Hiermee staat hij in de westerse wereld bekend als uitvinder van de radio.
- Marendijkpoldersingel - Marendijkpolder bij Leiden
- Marga Klompépassage - Marga Klompé (Arnhem, 16 augustus 1912 – Den Haag, 28 oktober 1986) was een Nederlands politica namens de Katholieke Volkspartij (KVP). In 1956 werd ze de eerste vrouwelijke minister van Nederland.
- Marga Klompéstraat - zie hierboven
- Margrietplein -
- Markt - waar de jaar-, week-, paarden-, rundvee-, varkens-, warenmarkten werden gehouden.
- Marshallpad -
- Meerburgstraat -
- Meidoornstraat - meidoorn
- Mercatorsingel - Gerard Mercator (oorspronkelijk Gerard de Kremer of De Cremer; Latijn: Gerardus Mercator Rupelmundanus, Gerard de Kremer van Rupelmonde) (Rupelmonde, 5 maart 1512 – Duisburg, 2 december 1594) was een Vlaamse cartograaf, instrumentmaker en graveur, die al tijdens zijn leven als de "Ptolemaeus van zijn tijd" beschouwd werd.
- Meridiaan - meridiaan (geografie) - Verbindt de Nieuwe Gouwe Oostzijde met de Keerkring (Nieuwe Park West). Genoemd naar meridiaan als denkbeeldige lijn op het aardoppervlak tussen de noordpool en de zuidpool
- Merijntje Gijzenstraat - Merijntje Gijzen, hoofdfiguur uit een serie streekromans van de Brabantse schrijver A.M. de Jong.
- Merlijnstraat - Merlijn (mythologie), de tovenaar Merlijn uit de Arthurlegende
- Middenmolenlaan -
- Middenmolenplein -
- Middenwillenseweg -
- Minderbroederssteeg - minderbroeder
- Moerbeistraat - moerbei
- Moleneind -
- Molenmeesterslag -
- Molenomloop -
- Molenwerf -
- Mondlanestraat - Eduardo Mondlane (Manjacaze, Gaza District, 20 juni 1920 - Dar es Salaam, 3 februari 1969), was een Mozambikaans politicus.
- 1e en 2e Moordrechtse Tiendewg - tiendeweg naar Moordrecht
- Moordrechtse Verlaat - Moordrecht
- Moreauhof - Jacob François Moreau
- Mosstraat -
- Motetplein -
- Mozartstraat - Wolfgang Amadeus Mozart(Salzburg, 27 januari 1756 – Wenen, 5 december 1791), eigenlijk Joannes Chrysostomus Wolfgangus Theophilus Mozart, was een uit het prinsaartsbisdom Salzburg (in het tegenwoordige Oostenrijk) afkomstige componist, pianist, violist en dirigent.
- Mr.D.J.van Heusdestraat -
- Muntgaarde -

### N
- Naaierstraat -
- Nachtegaalstraat - nachtegaal, zangvogel uit de onderfamilie Saxicolinae
- Nansenstraat - Fridtjof Nansen (Store Frøen (Oslo), 10 oktober 1861 - Lysaker (bij Oslo), 13 mei 1930) was een Noorse ontdekkingsreiziger, wetenschapper en diplomaat. Winnaar van de Nobelprijs voor de Vrede in 1922.
- Nessepolderstraat - Polder Nesse is een polder en een voormalig waterschap in de provincie Zuid-Holland in de gemeente Alphen aan den Rijn (voorheen Boskoop). Het gebied wordt voor het eerst vermeld bij de stichting van een molen in 1531
- Nicolaas Beetsstraat - Nicolaas Beets, schrijver
- Nieburg -
- Nieuwe Gouwe O.Z./Nieuwe Gouwe W.Z. -
- Nieuwe Markt - in 1911 werd de markt uitgebreid
- Nieuw Veerstal - van de Schielands Hoge Zeedijk naar de Goejanverwelledijk. Vertrekplaats van de veerpont.
- Nijverheidsstraat -
- Noorderwerf -
- Noordhoef -
- Noordveenpolderstraat - Veenpolder (poldertype)
- Noothoven van Goorstraat - Mary Noothoven van Goor (Amsterdam, 28 december 1911 - Amsterdam, 25 april 2004) was een Nederlandse schrijfster en beeldend kunstenaar.

### O
- Oleanderlaan - oleander, (Nerium oleander) is een plant uit de maagdenpalmfamilie (Apocynaceae)
- Olivier van Noortlaan - Olivier van Noort, zeevaarder
- Olympiadeplein - Olympiade, een periode in de Griekse oudheid van vier jaar, waarin men zich vroeger voorbereidde op de Olympische Spelen.
- Omlooppad -
- Ommeslag -
- Onder de Boompjes -
- Oost Ringdijk -
- Oostboezemkade -
- Oosterwerf -
- Oosthoef -
- Oostmolenpad -
- Operalaan - opera (muziek), een vorm van muziektheater
- Oranje-Nassaulaan -
- Oranjepoldererf - Oranjepolder (Westland), polder en voormalig waterschap in de gemeenten Maassluis en Naaldwijk in de provincie Zuid-Holland.
- Orteliuslaan - Abraham Ortelius (Nederlandse naam: Abraham Ortels of Abraham Hortels) (Antwerpen, 4 of 14 april 1527 – aldaar, 28 juni 1598) was een Brabantse cartograaf en geograaf.
- Oudebrugweg -
- Ouverturelaan - ouverture (muziekstuk), een muziekstuk dat gespeeld wordt als opening
- Overburg - Huiz Overburgh of Jacobahoeve in Oostvoorne

### P
- P.C.Bothstraat - P.C. Both, Goudse dichter uit het begin van de zeventiende eeuw. Hij werd omstreeks 1620 gekozen tot 'Prins' van de Goudse rederijkerskamer De Goudbloem.
- P.C.Hooftstraat _ Pieter Corneliszoon Hooft, Nederlandse geschiedkundige, dichter en toneelschrijver.
- Paardenburg -
- Paganinistraat - Niccolò Paganini (Genua, 27 oktober 1782 – Nice, 27 mei 1840) was een in het Italiaanse Genua geboren vioolvirtuoos en componist.
- Palenstein -
- Papaverstraat - papaver (geslacht), een plantengeslacht
- Pelmolenerf - pelmolen
- Pepermolenerf -
- Peperstraat -
- Piersonweg -
- Piet Moeskopsstraat - Piet Moeskops (Loosduinen, 13 november 1893 – Den Haag, 16 november 1964) was een Nederlands wielrenner, die in de jaren twintig van de twintigste eeuw vijfmaal wereldkampioen sprint werd.
- Piet Retiefstraat - Piet Retief, (Wellington (Kaapkolonie), 12 november 1780 – Umgungundlovu (Zoeloekoninkrijk), 6 februari 1838) was een leider van de Voortrekkers, de stichters van de Boerenrepublieken, die onder druk van de Britten de Kaapprovincie verlieten met de De Grote Trek.
- Pieter Langendijkpad - Pieter Langendijk
- Pieter Pourbusstraat - Pieter Pourbus, Poerbus of Poerbusse (Gouda, circa 1523 - Brugge, 30 januari 1584) was een Nederlands/Vlaams kunstschilder, beeldhouwer, tekenaar en cartograaf. In Gouda werd in 1960 de Pieter Pourbusstraat naar hem genoemd.
- Pijnboomweg - pijnboom
- Pijpenpad -
- Pim Mulierlaan - Pim Mulier
- Pinksterbloemstraat - pinksterbloem
- Planciuslaan - Petrus Plancius, (Pieter Platevoet) (Dranouter, 1552 - Amsterdam, 15 mei 1622) was een Vlaams astronoom, cartograaf, geograaf, bewindhebber van de VOC en predikant. Zijn eigenlijke naam was Pieter Platevoet die hij verlatijnste tot Petrus Plancius.
- Plataanstraat - plataan, loofboom
- Plazuidplein - Plateelbakkerij Zuid-Holland
- Pluutwerf - Pluut, vissersvaartuig
- Poldermeesterslag -
- Poldermolendreef - poldermolen
- Poldermolenplein -
- Poonwerf -poon (schip), een soort tjalk of zeilschip
- Populierepad - populier
- 1e en 2e E J Potgieterstraat - Everhardus Johannes Potgieter (Zwolle, 27 juni 1808 – Amsterdam, 3 februari 1875) was een Nederlands schrijver. Hij richtte in 1837 het progressief-liberale weekblad De Gids op.
- Praamwerf - praam (vaartuig)
- Pretoriaplein - Pretoria
- Prins Hendrikstraat - Hendrik van Mecklenburg-Schwerin (Schwerin, 19 april 1876 – Den Haag, 3 juli 1934), Prins der Nederlanden, Hertog van Mecklenburg, geboren als Heinrich Wladimir Albrecht Ernst, Hertog van Mecklenburg, Vorst van Wenden, Schwerin, Ratzeburg, Graaf van Schwerin, Heer van de landen Rostock en Stargard, was de echtgenoot van koningin Wilhelmina der Nederlanden.
- Prins Mauritsstraat - Maurits van Oranje (Dillenburg, 14 november 1567 – Den Haag, 23 april 1625), prins van Oranje en graaf van Nassau was stadhouder en legeraanvoerder van de Republiek der Zeven Verenigde Nederlanden. Tot hij in 1618 de titel prins van Oranje erfde van zijn halfbroer Filips Willem, werd hij Maurits van Nassau genoemd.
- Prinses Julianastraat - Juliana der Nederlanden
- Provincialeweg / Provincialeweg West -
- Prunuslaan - prunus
- Puccinistraat - Giacomo Puccini (Lucca, 22 december 1858 – Brussel, 29 november 1924) was een Italiaans componist.
- Punterwerf - Punter, verzamelnaam van de diverse typen kleine open platbodemschepen die zijn ontwikkeld in de rivieren, delta's en veengebieden van Nederland.

### R
- R C B vd Brinkstraat - Reinier Cornelis Bakhuizen van den Brink (28 februari 1810, Amsterdam - 15 juli 1865, Den Haag) was in zijn tijd een van de invloedrijkste intellectuelen in Nederland. Als literatuurcriticus, filosoof en historicus wierp hij zich op voor de moderne, liberale samenleving die gekenmerkt wordt door democratie, individuele vrijheid en debat.
- R.F.Burtonlaan - Kapitein Richard Francis Burton (19 maart 1821 - 20 oktober 1890) was een Engelse geograaf, ontdekkingsreiziger, patissier, vertaler, schrijver, soldaat, oriëntalist, cartograaf, etnoloog, spion, taalkundige, dichter, egyptoloog, schermer en diplomaat.
- Raaigras - raaigras
- Raam -
- Raaphorstpolderweg - Raaphorstpolder bij Wassenaar
- Ranonkelplantsoen - ranonkel
- Ravelplein - Maurice Ravel (Ciboure, 7 maart 1875 – Parijs, 28 december 1937) was een Frans componist
- Ravelstraat - zie hierboven
- Reeuwijkpolderplantsoen - Reeuwijk-Dorp, dorp in de gemeente Bodegraven-Reeuwijk
- Regentesseplantsoen -
- Regoutstraat - Petrus Regout (Maastricht, 23 maart 1801 – Meerssen, 18 februari 1878), bijgenaamd "Meneer Pie", was een Nederlands industrieel en politicus.
- Reigerstraat, - reiger
- Reinaertplein - Van den Vos Reynaerde (tegenwoordig ook wel Reinaart de vos, Reinaert de vos of Over de vos Reinaert) is een episch dierdicht dat geldt als een hoogtepunt in de Nederlandse middeleeuwse literatuur.
- Rentmeesterslag - rentmeester (beroep)
- Rhijnvis Feithstraat - Rhijnvis Feith (auteur)(1753-1824), een Nederlands schrijver en dichter
- Rhododendronsingel - rhododendron
- Ribeslaan - Ribes (geslacht) (Ribes), een geslacht uit de ribesfamilie (Grossulariaceae)
- Ridder van Catsweg - Nicolaas van Cats (Nyclaes van Caetse) (? – 1283), Zeeuwse edelman, heer van Gouda en Schoonhoven.
- Rietvinkpolderstraat - Rietvinkpolder bij Leidschendam
- Rietzoom -
- Rijnenburg - Rijnenburg (polder) is een polder, genoemd naar kasteel Rijnenburg in de gemeente Utrecht in de Nederlandse provincie Utrecht. Rijnenburg is gelegen ten zuiden van de rijksweg A12 en ten westen van de rijksweg A2
- Rijnlust -
- Rinkelaarwerf - Rinkelaar, scheepstype dat een tijd voor de beloodsing van schepen gebruikt werd.
- Rodenburg -
- Roemer Visscherstraat - Roemer Visscher
- Roerdompstraat - roerdomp
- Rolandstraat - Roland (ridder), een Frankische ridder en legeraanvoerder
- Romerostraat - Óscar Romero (Ciudad Barrios, 15 augustus 1917 – San Salvador, 24 maart 1980) was een sociaal bewogen rooms-katholiek aartsbisschop van San Salvador.
- Rondohof - rondo (dicht- en muziekvorm), een dicht- en muziekvorm.
- Ronsseplein - Boudewijn Ronsse (waarschijnlijk Gent, 1525 - Gouda, 12 februari 1597) was stadsgeneesheer van Gouda en lijfarts van hertog Erik II van Brunswijk.
- Ronsseweg - zie hierboven
- Roompolderstraat - Roompolder bij Zoeterwoude
- Rossinistraat - Gioacchino Rossini (Pesaro, 29 februari 1792 - Passy (tegenwoordig een stadsdeel van Parijs), 13 november 1868) was een Italiaanse componist.
- Rozendaal - van de Lange Tiendeweg naar de Wilhelminastraat
- Ruigenburg -
- Runmolenerf - runmolen
- Rutgersstraat - Victor Henri Rutgers ('s-Hertogenbosch, 16 december 1877 - Bochum (Dld.), 5 februari 1945) was een Nederlands advocaat, politicus, en verzetsstrijder tijdens de Tweede Wereldoorlog.

### S
- Sacharovstraat - Andrej Sacharov, Andrej Dmitrievitsj Sacharov (1921 – 1989), een Russische atoomgeleerde en dissident.
- Samuel Munckerstraat - 17e-eeuws schrijver
- Savelberghof - P. J . Savelberg (1827-1907)
- Scarlattistraat - Domenico Scarlatti (Napels, 26 oktober 1685 - Madrid, 23 juli 1757) was een Italiaans componist, klavecinist en organist.
- Schaftstraat -
- Scharroosingel - Pieter Wilhelmus Scharroo (1883 – 1963), een Nederlandse sportbestuurder.
- Scheltemastraat - J.N. Scheltema predikant en stichter van het Stedelijk Museum in Gouda
- Schielands Hoge Zeedijk -
- Schilkerpolderstraat - Schilkerpolder bij Ter Aar
- Schokkerwerf - schokker (schip), scheepstype
- Schouwburglaan - de weg van de Boelekade naar het Schouwburgplein voert langs de schouwburg
- Schouwwerf -
- Schubertplein - Franz Schubert (Wenen, 31 januari 1797 – aldaar, 19 november 1828) was een Oostenrijks componist.
- Schweitzerplein - Albert Schweitzer (Kaysersberg, 14 januari 1875 – Lambaréné (Gabon), 4 september 1965) was een Frans-Duitse arts, lutherse theoloog, filosoof en musicus. In 1952 ontving hij de Nobelprijs voor de Vrede.
- Scottlaan - Robert Falcon Scott (Devonport, 6 juni 1868 – Antarctica, (vermoedelijk) 29 maart 1912) was een Britse marineofficier en ontdekkingsreiziger, die beroemd is geworden als leider van twee expedities naar Antarctica.
- Simon van der Stellaan - Simon van der Stel (Mauritius, 14 oktober 1639 – Groot Constantia, 24 juni 1712) was de eerste gouverneur van Kaap de Goede Hoop, toen nog een kleine nederzetting.
- Singelstraat -
- Sint Jobstraat -
- Sint Josephstraat -
- Sjahrirsingel - Soetan Sjahrir, (Padang Panjang, 5 maart 1909 - Zürich, 9 april 1966), was een Indonesisch politicus en de eerste premier van dat land. Hij speelde een grote rol in de Indonesische onafhankelijkheidsstrijd.
- Sleedoornsingel - sleedoorn
- Slotemaker de Bruinestraat - Jan Rudolph Slotemaker de Bruine (Sliedrecht, 6 mei 1869 - Wassenaar, 1 mei 1941) was een hervormd predikant en theoloog (hoogleraar in Utrecht) die als CHU-politicus zowel Eerste- en Tweede Kamerlid als minister was.
- Sluisdijk -
- Sluismeesterslag -
- Sneeuwbeslaan - sneeuwbes
- Snoystraat - Diederik Sonoy (Kalkar (hertogdom Kleef), 1529 - Pieterburen, 2 juni 1597) was een geuzenleider. Hij was de zoon van Lambrecht Snoy (overleden op 11 september 1529), beleend met het goed Sniddelaar te Leusden, en Emerantiana Pauw van Darthuizen (5 augustus 1510 - 7 juni 1550, Kalkar).
- Snuifmolenerf -
- Söderblomstraat - Lars Olof Jonathan "Nathan" Söderblom (Trönö, 15 januari 1866 – Uppsala, 12 juli 1931) was een Zweeds historicus, aartsbisschop van Uppsala en in 1930 winnaar van de Nobelprijs voor de Vrede.
- Solingenstraat -
- Sonatepad - sonate
- Sophiastraat -
- Sparreweg -
- Speenkruidstraat - speenkruid
- Spieringstraat - spiering
- Spoorstraat -
- Sporkenhoutlaan - sporkenhout
- Sportlaan - naar de sportvelden en de sporthal
- Stadhouderslaan -
- Stadspolderstraat -
- Stanleylaan - Henry Morton Stanley (Denbigh, 28 januari 1841 - Londen 10 mei 1904) was een Amerikaans-Brits journalist, ontdekkingsreiziger en politicus. Hij werd bekend om zijn succesvolle zoektocht naar de Britse ontdekkinsreiziger David Livingstone in wat nu Tanzania is.
- Staringstraat -
- Statensingel -
- Stationsplein - bij NS-station Gouda
- Steeckterpolderstraat -
- Steijnkade -
- Stolpenburg - Stolpenburg
- Strausserf -
- Stresemannpad -
- Strookpolderstraat -
- Struisgras - struisgras (Agrostis capillaris)
- Stoofsteeg -
- Swadenburg -
- Swanenburghofje - hofje van twaalf woningen, dat in 1693 werd gesticht uit de nalatenschap van Noach Cornelisz. Swanenburgh.
- Sweelinckstraat -
- Symfonielaan -

### T
- Tak van Poortvlietstraat - Johannes Tak van Poortvliet, heer van Poortvliet en Kleverskerke (Engelen, 21 juni 1839 – Den Haag, 26 januari 1904) was een Nederlands politicus.
- Talmastraat - Syb Talma (Angeren, 17 februari 1864 – Haarlem, 12 juli 1916) was een Nederlands dominee en politicus
- Taxusweg - taxus
- Teldersstraat - Ben Telders (Den Haag, 19 maart 1903 - Bergen-Belsen (Duitsland), 6 april 1945) was een Nederlands rechtsgeleerde en politicus.
- Tempelpolderstraat - Tempelpolder polder en een voormalig waterschap in de provincie Zuid-Holland in de gemeente Reeuwijk bij de plaats Tempel.
- ten Boomstraat -
- Terwenstraat - Johannes Leonardus Terwen (Dordrecht, 10 februari 1813[9]- Gouda, 9 december 1873) was een Nederlands schrijver.
- Terwindtplein -
- Teunisbloemstraat - teunisbloem
- Thorbeckelaan - Johan Rudolph Thorbecke (Zwolle, 14 januari 1798 - Den Haag, 4 juni 1872) was een Nederlands staatsman van liberale signatuur. Hij wordt als de grondlegger van het parlementarisme in Nederland beschouwd.
- Tielweg - Tiel
- Tijmgaarde -
- Tjalkwerf - tjalk, vaartuig
- Tjotterwerf - tjotter, vaartuig
- Tobias Asserstraat - Tobias Asser (Amsterdam, 28 april 1838 – Den Haag, 29 juli 1913), ook bekend als T.M.C. Asser,[10] was een Nederlands jurist, en winnaar (met Alfred Fried) van de Nobelprijs voor de Vrede in 1911 vanwege zijn rol bij het tot stand komen van het Permanent Hof van Arbitrage op de eerste Haagse vredesconferentie in 1899.
- Tollensstraat - Hendrik Tollens (Rotterdam, 24 september 1780 - Rijswijk, 21 oktober 1856) was een Nederlandse dichter.
- Torenmolenerf - torenmolen, ronde, zwaar gebouwde stenen windmolen voor het malen van graan, die, wat zijn eerste vermelding betreft, teruggaat tot 1280
- Trilgras - trilgras
- Tristanstraat - Tristan en Isolde (legende), een Keltische
- Troelstralaan - Pieter Jelles Troelstra
- Trompenburg - Trompenburgh, een buitenplaats in 's-Graveland
- Tuinkersgaarde - tuinkers
- Tulpenpad - tulp
- Turfsingel -
- Tweede Kade -
- Tweede Schoolstraat -
- Twijnstraat - Twijn: stevig touw gemaakt van twee of meer strengen die in elkaar zijn gedraaid, vooral wanneer het een diameter heeft die minder is dan 0,2 mm.

### U
- Uiverplein

### V
- Van Baerlestraat - Hendrick van Baerle (Amsterdam, 20 oktober 1643 - aldaar - 26 april 1705), een koopman, was de zoon van David van Baerle (1595-1671) en Rachel Godin, die in 1628 waren getrouwd in Haarlem.[11] Zijn vader was als hoofdinvesteerder betrokken bij de drooglegging van de Stommeer.
- Van Bergen IJzendoornpark - Albertus Adrianus van Bergen IJzendoorn (1824 – 1895), van 1 juni 1864 tot aan zijn dood burgemeester van Gouda.
- Van Beverninghlaan - Hieronymus van Beverningh (1614 – 1690), Goudse regent, diplomaat en staatsman van de Republiek der Zeven Verenigde Nederlanden.
- Van de Puttestraat - Isaäc Dignus Fransen van de Putte (Goes, 22 maart 1822 - Den Haag, 3 maart 1902) was een Nederlands liberaal politicus in de tweede helft van de negentiende eeuw.
- Van den Boschstraat - Johannes van den Bosch (Herwijnen, 2 februari 1780 - Den Haag, 28 januari 1844) was een Nederlands generaal, onder meer gouverneur-generaal van Nederlands-Indië, commandant van het Nederlands-Indische leger, Minister van Koloniën en Minister van Staat; hij was officier in de Militaire Willems-Orde.
- Van der Palmstraat - Johannes van der Palm (Rotterdam, 17 juli 1763 – Leiden, 8 september 1840) was een Nederlands dichter, theoloog, staatsman en hoogleraar.
- Van Dethstraat -
- Van Henegouwenstraat - Jan van Beaumont, ook bekend als Jan van Blois en Jan van Henegouwen (Ca.1288 - 11 maart 1356) was een jongere broer van graaf Willem III van Holland. heer van Noordwijk, Beaumont, Gouda en Schoonhoven
- Van Heuven Goedhartsingel - Gerrit Jan van Heuven Goedhart (Bussum, 19 maart 1901 - Genève, 8 juli 1956) was een Nederlands journalist, politicus en verzetsstrijder.
- Van Hogendorpplein - Gijsbert Karel van Hogendorp (Rotterdam, 27 oktober 1762 – Den Haag, 5 augustus 1834) was een Nederlands conservatief politicus, een telg uit het Rotterdamse geslacht Van Hogendorp.
- Van Itersonlaan - Andrinus Antonie Gijsbertus van Iterson (Woerden, 11 augustus 1803 - Den Haag, 4 juni 1897) was een Nederlandse apotheker en directeur van de mede door hem opgerichte N.V. Stearine Kaarsenfabriek Gouda te Gouda.
- Van Limburg Stirumstraat -
- Van Middelantstraat - Pieter van Middelant, stadsbestuurder van Gouda
- Van Oldenbarneveldstraat - Johan van Oldenbarnevelt
- Van Persijnstraat - Reinier van Persijn (Alkmaar, 1615 - Gouda, 23 november 1668) was een Nederlands kunstschilder, graveur en tekenaar.
- Van Roijenstraat - Hendrik Lodewijk van Roijen (1885 – 1942), een Goudse verzetsstrijder tijdens de Tweede Wereldoorlog.
- Van Vreumingenstraat - Dirk Johannes van Vreumingen (Gouda, 26 november 1818 - Gouda, 10 oktober 1897 was een Nederlands kunstschilder te Gouda.
- Vasco da Gamalaan - Vasco da Gama
- Veenenburg -
- Veenzoom -
- Veerstraat veer naar de Gouderaksedijk over de Hollandse IJssel
- Venkelgaarde - venkel
- Verdistraat - Giuseppe Fortunino Francesco Verdi, componist
- Verspuystraat - Gijsbert Johannes Verspuy (Gouda, 11 augustus 1823 - aldaar, 30 november 1862) was een Nederlands kunstschilder te Gouda.
- Verzetslaan - herinnert aan het Nederlandse verzet tegen de Duitse bezetting in de Tweede Wereldoorlog.
- Vest - ligging achter de stadsomwalling of bemuring, de 'Vesten'.
- Vierde Kade -
- Vijzelmolenerf - vijzelmolen
- Vinkeveldpoldersingel - Vinkelveldpolder in Noordwijk
- Violagaarde -
- Vivaldistraat - Antonio Vivaldi
- Vlamingstraat -
- Vliegenstraat -
- Vlierpad - vlier (geslacht) (Sambucus), een geslacht van snelgroeiende heesters of kleine bomen
- Vlietenburg -
- Vlietpolderstraat - Vlietpolder (Delfland), een voormalige polder en voormalig waterschap in Delfland;
- Vlinderplein -
- Vogelkersgaarde - vogelkers
- Vogelplein -
- Volmolenhof - Volmolen (machine), een inrichting om te vollen;
- Von Suttnerstraat - Bertha von Suttner, (Praag, 9 juni 1843 - Wenen, 21 juni 1914) was een Oostenrijkse radicale pacifiste. Zij was de eerste vrouw die de Nobelprijs voor de Vrede ontving.
- Vondelstraat - Joost van den Vondel
- Voorwillenseweg -
- Vorstmanstraat -
- Vossenburchkade -
- Vossiusstraat - Isaac Vossius (Leiden, 1618 – Londen, 21 februari 1689) was een Nederlandse filoloog, libertijn, deïst en verzamelaar van boeken en handschriften. Vossius publiceerde een aanstootgevend boek over de ouderdom van de aarde, bewoog zich op het pad van de radicale Bijbelkritiek, speculeerde over de aard van het licht, deed telescopische observaties, en bracht in opdracht van de VOC advies uit over tropische moessons samen met Coenraad van Beuningen.[12] Vossius schreef ook theoretische verhandelingen over muziek.
- Vredebest - sociëteit Vredebest
- Vreelust -
- Vrijenhoefpolderweg -
- Vrijheidslaan -
- Vroonlandpolderstraat -
- Vuurdoornlaan - vuurdoorn

### W
- Waarsmanslag - ambtenaar van het waterschap of sluiswachter
- Wachtelstraat -
- Wagenaarstraat -
- Walmolenerf - walmolen, of stadsmolen is een windmolen die staat op de wallen van een ommuurde stad. Hierdoor heeft een molen vrije windvang.
- Walraven van Halllaan - Walraven (Wally) van Hall (1906 – 1945), Nederlandse bankier en verzetsstrijder tijdens de Tweede Wereldoorlog
- Walvisstraat - Ignatius Walvis, Goudse theoloog, filosoof en geschiedschrijver
- Warmoezierskade - warmoezier: teler en verkoper van moeskruiden
- Watergangpolderplein - watergangpolder onder Hazerswoude,
- Waterkers - waterkers
- Waterklaver - waterklaver
- Waterlelie - waterlelie
- Waterlustlaan -
- Watermolenhoek -
- Waterpeper - waterpeper
- Waterruit - waterruit
- Wederikplantsoen - wederik
- Weegbreegaarde - weegbree
- Weerestein - Weerestein (ook wel: Weeresteyn of Werestein) is een buitenplaats of kasteel langs de rivier de Vecht bij het Nederlandse dorp Nieuwersluis.
- Weidelust -
- Weigelialaan - weigelia
- Westerkade -
- Westerom -
- Westhoef -
- Wethouder Venteweg - Jan Vente
- Wiardi Beckmanstraat - Herman Bernard Wiardi Beckman, bijgenaamd Stuuf (Nijmegen, 4 februari 1904 – Dachau, 15 maart 1945), was een Nederlands politicus en een Nederlandse verzetsstrijder tijdens de Tweede Wereldoorlog. Wiardi Beckman was namens de Sociaal-Democratische Arbeiderspartij (SDAP) lid van de Eerste Kamer.
- Wibautstraat - Floor Wibaut, bijnaam de Machtige (Vlissingen, 23 juni 1859 - Amsterdam, 29 april 1936) was een Nederlandse zakenman en politicus voor de SDAP.
- Wielewaalstraat - wielewaal (zangvogel)
- Wijnruitgaarde - wijnruit
- Wijsmüllerstraat -
- Wilde Wingerdlaan - wilde wingerd
- Wilgepad - wilg
- Wilhelmina van Pruisenlaan - Frederica Louisa Wilhelmina van Pruisen (1774-1837), echtgenote van koning Willem I van Nederland
- Willem Barentszlaan - Willem Barentsz
- Willem Bontekoesingel - Willem IJsbrantsz. Bontekoe, (Hoorn, 1587 - aldaar, 1657) was een Hoorns schipper en koopman. Hij is tot op de dag van vandaag bekend door zijn verslag van een reis naar Oost-Indië in opdracht van de Vereenigde Oostindische Compagnie (VOC). Het in het Nederlandse taalgebied populaire journaal is veelvuldig heruitgegeven. Johan Fabricius verwerkte het in zijn in 1924 uitgegeven jeugdroman De scheepsjongens van Bontekoe.
- Willem de Zwijgersingel - Willem de Zwijger
- Willem en Marialaan - Willem en Maria, Willem III werd op 14 november 1650 geboren uit het huwelijk van Willem II van Oranje-Nassau en diens vrouw de Engelse Maria Henriëtte Stuart. Zijn vrouw, Maria, werd geboren op 30 april 1662 uit het huwelijk van Jacobus, op dat moment de hertog van York (toekomstig koning van Engeland als Jacobus II) en diens vrouw Anna Hyde. Willem was ook stadhouder van Holland, Zeeland, Utrecht, Gelderland en Overijssel.
- Willem Tombergstraat - Willem Tomberg (? - aldaar, 1696) was een Noord-Nederlandse glazenier, historicus en notaris.
- Willem Vroessenlaan - Willem Willemsz. Vroessen (1478–1561), de stichter van het Oude Mannenhuis.
- Willenskade-
- Willensplein -
- Wiltenburg - Wiltenburg (Reeuwijk), voormalige heerlijkheid en heden nog een boerderij in Reeuwijk
- Windhoek - Windhoek
- Windmolenerf - windmolen
- Winterdijk - dijk die de ontgonnen gronden langs de oostelijke Gouwe-oever beschermde tegen de daaraan grenzende wildernis;
- Wipmolenerf - wipmolen
- Woudestein -
- Woudstraat -

### Z
- Zaagmolenkade - zaagmolen
- Zandpolderpad - Zandpolder (Hulst), polder in het complex Polders van Hontenisse en Ossenisse.
- Zegelvlinderstraat
- Zeugstraat
- Zomerlust -
- Zoutmanplein - Johan Zoutman, (Reeuwijk, 10 mei 1724 – Den Haag, 7 mei 1793)[13] was schout-bij-nacht van Holland en West-Friesland en bevelhebber van de Nederlandse vloot tijdens de Vierde Engels-Nederlandse Oorlog.
- Zoutmanstraat - zie hierboven
- Zuidelijke Burgvlietkade -
- Zuidelijke Steijnkade -
- Zuidelijke Zwarteweg -
- Zuider IJsseldijk -
- Zuiderwerf -
- Zuidhoef -
- Zwarteweg -
- Zwenkgras - zwenkgras